# 龙骨山
龙骨山位于中国北京市西南方向，即房山区境内。为太行山脉一支脉，在很早以前经常有村民挖出不少动物骨骼化石，所以被称之为龙骨山。
在旧石器时代，即距今五、六十万年前，在这座山的天然洞穴里面居住着一种原始人类，这就是北京人。在距今大约10万年前，为新洞人生活的住处。在距今约18000年前，则出现了山顶洞人在山顶部的洞穴里面生活。